# تابعیت
تابعیت یا ملیت اصطلاحی است که برای اشاره به نوعی رابطهٔ سیاسی، معنوی یا حقوقی بین یک شخص، و ملت یا دولتی معین استفاده می‌شود.
نظر واحدی در مورد تعریف تابعیت وجود ندارد و دانشمندان حقوق بین‌الملل بحث‌های مفصل و متعددی در مورد تعریف تابعیت کرده‌اند. برخی از تعاریف که در مورد تابعیت آمده‌است چنین است:
- رابطه‌ای که با آن خانوادهٔ ملت تشکیل می‌یابد؛ به عبارتی پیوندی که وابستگی فردی از افراد انسانی را به ملتی خاص توجیه می‌کند.[۲]
- تابعیت پیوندی است که شخصی را به ملت معینی مربوط می‌سازد.[۳]
- تعلق حقوقی شخصی به جمعیت تشکیل دهنده دولت.[۴]
- تابعیت رابطه‌ای است بین فرد و دولت که شخص تبعه را در قبال تبعیت، به حمایت دولت متبوع خود ذی‌حق می‌نماید. چنین رابطه‌ای، شخص تبعه را مطمئن می‌سازد که در رفتار و دادوستدش با کشورهای خارجی و اتباع بیگانه، در صورت لزوم از حمایت سیاسی دولت متبوع خود، که به وسیله حقوق بین‌الملل شناخته شده، متمتع خواهد شد.[۵]
- تابعیت عبارتست از یک رابطه سیاسی، حقوقی و معنوی که فردی را به دولتی معین مرتبط می‌سازد.[۳]

در متن‌های قدیمی کلمه تابعیت بیشتر از ملیت به یک گروه قومی اشاره دارد؛ یعنی گروهی از مردم که دارای یک قومیت، زبان، فرهنگ و تاریخ هستند.

## اصل خاک و اصل خون
اعطای تابعیت عموماً مبتنی بر دو سیستم خاک و خون است. سیستم خون بدین معناست که تابعیت افراد بر اساس تابعیت والدین‌شان داده می‌شود؛ و سیستم خاک یعنی اعطای تابعیت بر اساس محل تولد شخص! در ایران تابعیت به‌طور عمده بر سیستم خون متکی است، البته در مواردی از سیستم خاک برای کسب تابعیت استفاده شده است. با توجه به قانون مدنی ایران، کسی که از پدر ایرانی در ایران یا بیرون از کشور متولد شود ایرانی است اگر چه مادرش غیر ایرانی باشد. در آمریکا و کانادا تابعیت به‌طور عمده بر سیستم خاک مبتنی است، البته سیستم خون هم جایگاه خود را در قوانین این کشور دارد.
برخی کشورها اصل خون را به چندین نسل قبل هم گسترش داده‌اند؛ یعنی اگر کسی بتواند ثابت کند که یکی از والدین یا اجدادش اهل آن کشور بوده‌اند امکان دریافت پاسپورت آن کشور را خواهد داشت. این کشورها که عمدتاً کشورهای اروپایی هستند در قوانین خود «شهروندی نژادی» را پیش‌بینی کرده‌اند؛ مثلاً اگر کسی ثابت کند یکی از اجدادش اصلیت لهستانی داشته و به ایران مهاجرت کرده با شرایط خاصی امکان دریافت پاسپورت لهستان را خواهد داشت.

## انواع تابعیت
از انواع تابعیت می‌توان به موارد زیر اشاره کرد:
1. تابعیت تحصیلی یا ارادی
2. تابعیت تبعی
3. تابعیت تحققی
4. تابعیت اجباری

## تفاوت تابعیت و اقامت دائم
تابعیت با اقامت دائم تفاوت دارد. تابعیت یک رابطه سیاسی و حقوقی است که شخص را عضوی از یک کشور می‌کند. اما حق اقامت به این معناست که محل سکونت و فعالیت شخص به‌طور موقت یا دائم در کشور محل اقامت خواهد بود.
تابعیت در مقایسه با اقامت مزایای بسیار بیشتری را در اختیار اشخاص قرار می‌دهد. این مزایا با توجه به قوانین هر کشور متفاوت است. تعدادی از امتیازات تابعیت نسبت به اقامت شامل این موارد می‌شوند:
- فقط افرادی که تابعیت یک کشور را دارند حق رای دادن یا نامزد شدن در انتخابات را دارند.
- در بیشتر کشورها استخدام در شغل‌های دولتی نیاز به تابعیت دارد. در برخی کشورها مثل کانادا و نیوزیلند افراد مقیم هم امکان استخدام دولتی دارند.
- در اکثر کشورها شغل‌های امنیتی و نظامی فقط مخصوص افرادی است که تابعیت آن کشور را دارند.
- در بسیاری از کشورها افرادی که تابعیت آن کشور را ندارند امکان مالکیت اموال غیرمنقول (خانه، زمین و …) را ندارند.
- افراد مقیم امکان دریافت پاسپورت ندارند. البته افرادی که فاقد تابعیت هستند یا امکان دریافت پاسپورت کشور خودشان را ندارند برای ورود و خروج به کشور «گواهی هویت» دریافت می‌کنند.
- افراد مقیم وقتی به کشور دیگری می‌روند نمی‌توانند از حمایت‌های کنسولی کشور محل اقامت خود بهره‌مند شوند. البته در استرالیا این حمایت‌ها مشمول افراد دارای حق اقامت دائم هم می‌شود.
- تابعیت آلمان در کنار حقوق یادشده یک سری مسئولیت نیز بر عهده فرد می‌باشد که یکی از آن‌ها شرکت در هیئت منصفه دادگاه‌ها است.[۷]

معمولاً کسی که اقامت دائم دارد پس از یک دوره اقامت معمولاً ۵ سال در کشور می‌تواند طبق قانون درخواست دریافت تابعیت کشور را کند. البته این موضوع بسته به قوانین هر کشور متفاوت است. تابعیت دوگانه یعنی به رسمیت شناختن دو تابعیت برای یک نفر هم بسته به قوانین هر کشور متفاوت است.